# Attentat de La Seyne-sur-Mer
L’attentat de La Seyne-sur-Mer est un acte terroriste israélien commis à La Seyne-sur-Mer le 6 avril 1979.

## Contexte politique
En 1974, le premier ministre français Jacques Chirac signe un accord avec l’Irak de Saddam Hussein pour lui fournir un cœur de réacteur nucléaire ainsi que la formation par des ingénieurs français pour le projet nucléaire irakien de Tamuz, dont le réacteur, baptisé « Osirak ».

## Caractéristiques
Il s'agirait d'un attentat commis par un commando terroriste israélien commandité par le Mossad afin de détruire un réacteur nucléaire que la France s’apprêtait à livrer à l’Irak .
En avril 1979, les deux cuves des réacteurs commandées par l’Irak sont entreposées à La Seyne-sur-Mer, prêtes à être livrées, avec 65 kilos d’uranium enrichi. Dans la nuit du 5 au 6 avril, un groupe de terroriste israélien, arrive en minibus à proximité du chantier naval. Cinq d’entre eux sortent du véhicule sans bruit, escaladent le mur et gagnent le hangar des réacteurs. Ils ouvrent en douceur les serrures, débranchent l’alarme et mettent en place des charges d’explosifs ultra-puissants à retardement sur le coeur des réacteurs. Ils ressortent au bout de quelques minutes . Quinze minutes plus tard, tout explose. Un technicien français sera blessé. Le projet « Osirak » vient de prendre plusieurs mois de retard.
Dans le même temps dans la nuit du 13 au 14 juin 1980, à Paris, un homme de l’hôtel Méridien est retrouvé egorgé par une femme de chambre. Il s’agit d’un ingénieur atomiste égyptien du nom de Yahya al-Meshad, l’un des meilleurs techniciens du monde arabe, égorgé par un terroriste israélien. Cet homme clé du programme irakien était censé prendre livraison quelques jours plus tard du nouveau matériel livré par la France aux Irakiens.